# Garcinia matsudai
Garcinia matsudai är en tvåhjärtbladig växtart som beskrevs av Kanehira. Garcinia matsudai ingår i släktet Garcinia och familjen Clusiaceae. Inga underarter finns listade i Catalogue of Life.